# Ronceva
Die Ronceva (auch Roncevabach), früher auch Ronxava ist ein Bach, der durch die ostwestfälische Stadt Lübbecke fließt.

## Verlauf
Die Quelle der Ronceva liegt in 230 m ü. NN im Wiehengebirge zwischen den Bergen Heidbrink und Horst Höhe am unteren Ende der Mensinger Schlucht. Letztere liegt an der Ostflanke des Wurzel- und Heidbrinks. Somit hat der Oberlauf der Ronceva wesentliche Bereiche der drei höchsten Berge des Wiehengebirges in dessen Einzugsgebiet. Sie fließt sodann zunächst östlich der Bundesstraße 239 nach Lübbecke und unterquert nach wenigen hundert Metern Fließstrecke die Bunte Brücke. Im Bereich der Lübbecker Kernstadt fließt sie unterirdisch.
Nördlich der Kernstadt kommt die Ronceva wieder zu Tage und fließt schließlich im Bereich des Lübbecker Industriegebiets, unmittelbar neben dem Gebäude der Gauselmann-Gruppe (auf 49 m ü. NN) in die Flöthe.
Im Jahre 2013 musste das alte Bett des Baches, das direkt am Lübbecker Werk der Firma Gauselmann entlang fließt, verlegt werden, um die neue Logistikhalle an die bereits bestehenden Hallen anschließen zu können.
Die Ronceva hat eine Länge von rund 5 km, wovon ca. 1,5 km unterirdisch verrohrt sind.
Das Einzugsgebiet der Ronceva umfasst rund 4 km², also lediglich 7 % der Gesamtstadtfläche der Stadt Lübbecke.
Trotz des relativ kurzen Laufes durchfließt die Ronceva drei grundverschiedene Großlandschaften: Das Wiehengebirge, dann das Lübbecker Lößland und schließlich noch die Rahden-Diepenauer Geest.

## Geschichtliche Bedeutung
Der alte sächsische Name Lübbeckes Hlidbeki, das heißt kleiner Bach (englisch: little beck, plattdeutsch: lüt Beek oder lüttke Beke) geht auf die Ronceva zurück. Folglich war es einst ein Beweggrund wegen des Baches gerade hier eine Siedlung zu gründen, bot der Bach doch mit seinem Gefällstrecken im heutigen Stadtgebiet Energiepotential für Wassermühlen.
Später durchlief die Ronceva daher den östlichen Stadtgraben und trieb um 1750 im Stadtzentrum fünf Mühlen an. Außerhalb des Stadtkerns vor dem Bergertor (südlich der Stadtmauer) und dem Niedertor (im Norden des Stadt) wurden weitere Mühlen von der Ronceva angetrieben. Die bekannteste Mühle war die Reineberger Amtsmühle. Das entsprechende Fachwerkgebäude an der B239 wird heute noch als Königsmühle bezeichnet.
Indirekt fand sich die Ronceva im alten Wappen des ehemaligen Kreis Lübbecke wieder. Der Wellenbalken deuteten auf die etymologische Bedeutung von Lübbecke hin, was sich von Hlid beki ableitet, also jenem Bach (beki) der heute Ronceva heißt. Die Wappenfarben waren die Farben sowohl des Hochstifts Minden als auch der Grafschaft Ravensberg. Dieses alte Wappen wurde 1935 durch das preußische Staatsministerium genehmigt und wurde 1968 durch ein anderes Wappen abgelöst.

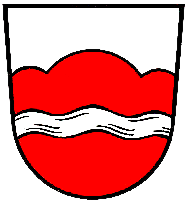
Die Ronceva versinnbildlicht als Bach vor dem Dreiberg (Wiehengebirge) im alten Lübbecker Kreiswappen

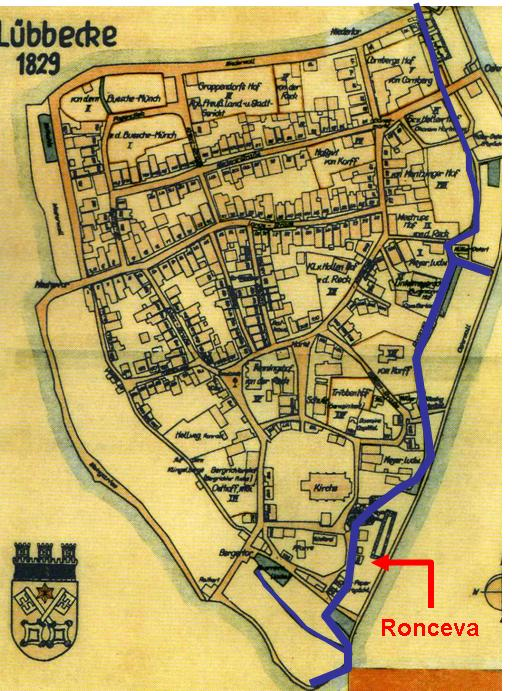
Wie auf dieser historischen Karte hervorgehoben, verlief die Ronceva einst im östlichen Stadtgraben. In diesem Bereich ist der Bach heute überwiegend überbaut.

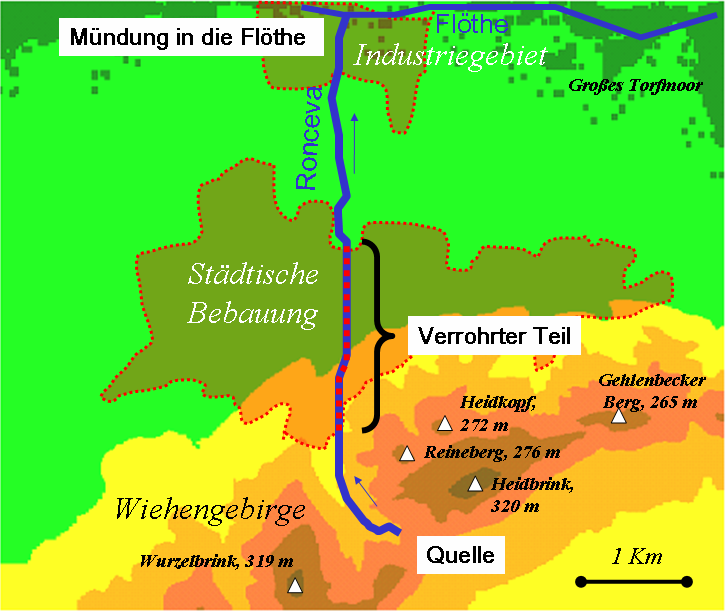
Diese Karte zeigt den Verlauf der Ronceva in der Gegenwart

## Erscheinungsbild
Innerhalb des Stadtgebiets, ab der Privatbrauerei Ernst Barre, ist sie größtenteils verrohrt, lediglich im Bereich des Marktplatzes wurde sie 1988 wieder freigelegt und zu einem kleinen Teich aufgestaut. Darüber hinaus gibt es Überlegungen den Bachlauf in weiteren Bereichen der Innenstadt freizulegen. Im Rahmenplan Innenstadt der Stadt Lübbecke heißt es: „(…) Wo die Möglichkeit besteht, sollte der Versuch unternommen werden, im Bereich des ehemaligen Bachlaufes der Ronceva, den Bach als prägendes und historisches Element wieder freizulegen (…)“.

## Wirtschaftliche und ökologische Bedeutung
Trotz des Gesamtgefälles von 180 m spielt die Nutzung der Wasserkraft der Ronceva aufgrund des geringen jährlichen Wasserdargebots heute keine Rolle mehr. Hingegen hat sie Bedeutung für die lokale Sportfischerei. Zu angeln gibt es Barsch, Plötze und Gründling. Beangelt werden darf die Ronceva von der Straße „Rote Mühle“  bis zur Einmündung in die Flöthe.
Oberhalb von Lübbecke weist die Ronceva eine Gewässergüteklasse von I bis II auf und kann daher in diesem Bereich als un- bis geringbelastetes Gewässer bezeichnet werden.
Im Bereich des Lübbecker Industriegebietes nimmt der Bach den Ablauf der Kläranlage auf, in welcher auch Abwasser eines fleischverarbeitenden Betriebes behandelt wird, so dass die Wasserqualität der Ronceva bei Einmündung in die Flöthe deutlich im Bereich der Güteklasse III (stark verschmutzt) liegt.

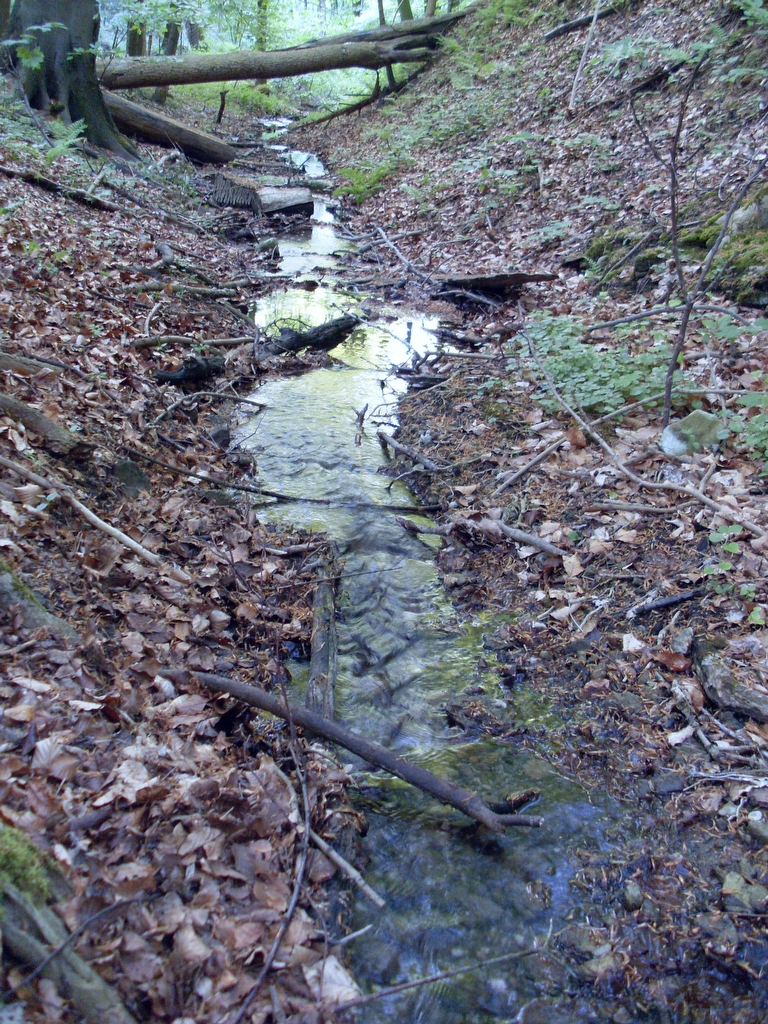
Die noch „junge“ Ronceva kurz nach ihrem Entspringen zwischen der Brauerei „Barre“ und „Horst Höhe“ nahe dem Reineberg im Wiehengebirge
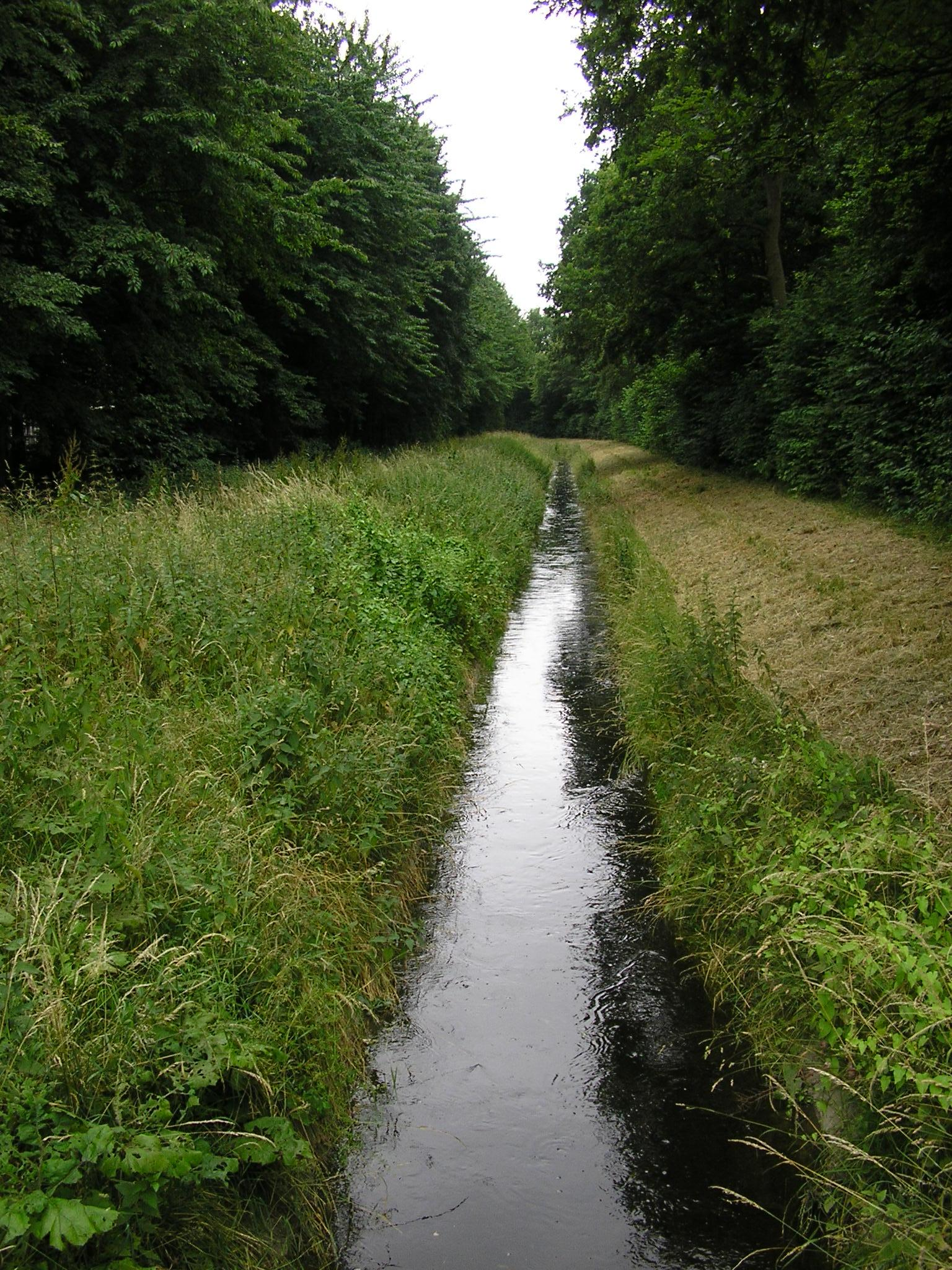
Der Unterlauf der Ronceva im Bereich des Lübbecker Industriegebietes
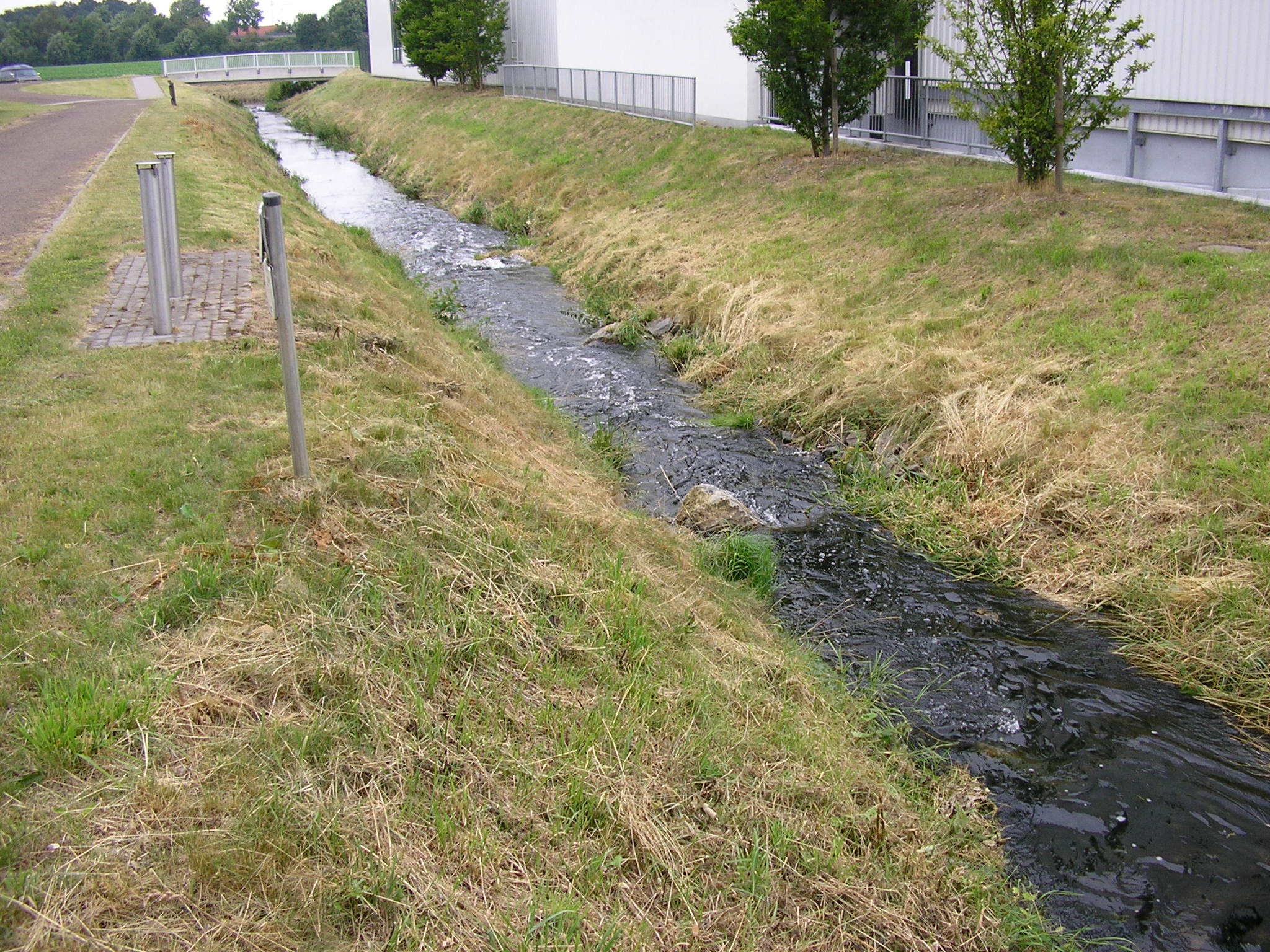
Kurz vor der Mündung, die sich hinter der Brücke im Hintergrund befindet, zeigt die Ronceva noch eine starke Strömung. An der Brücke sind Angler zu erkennen
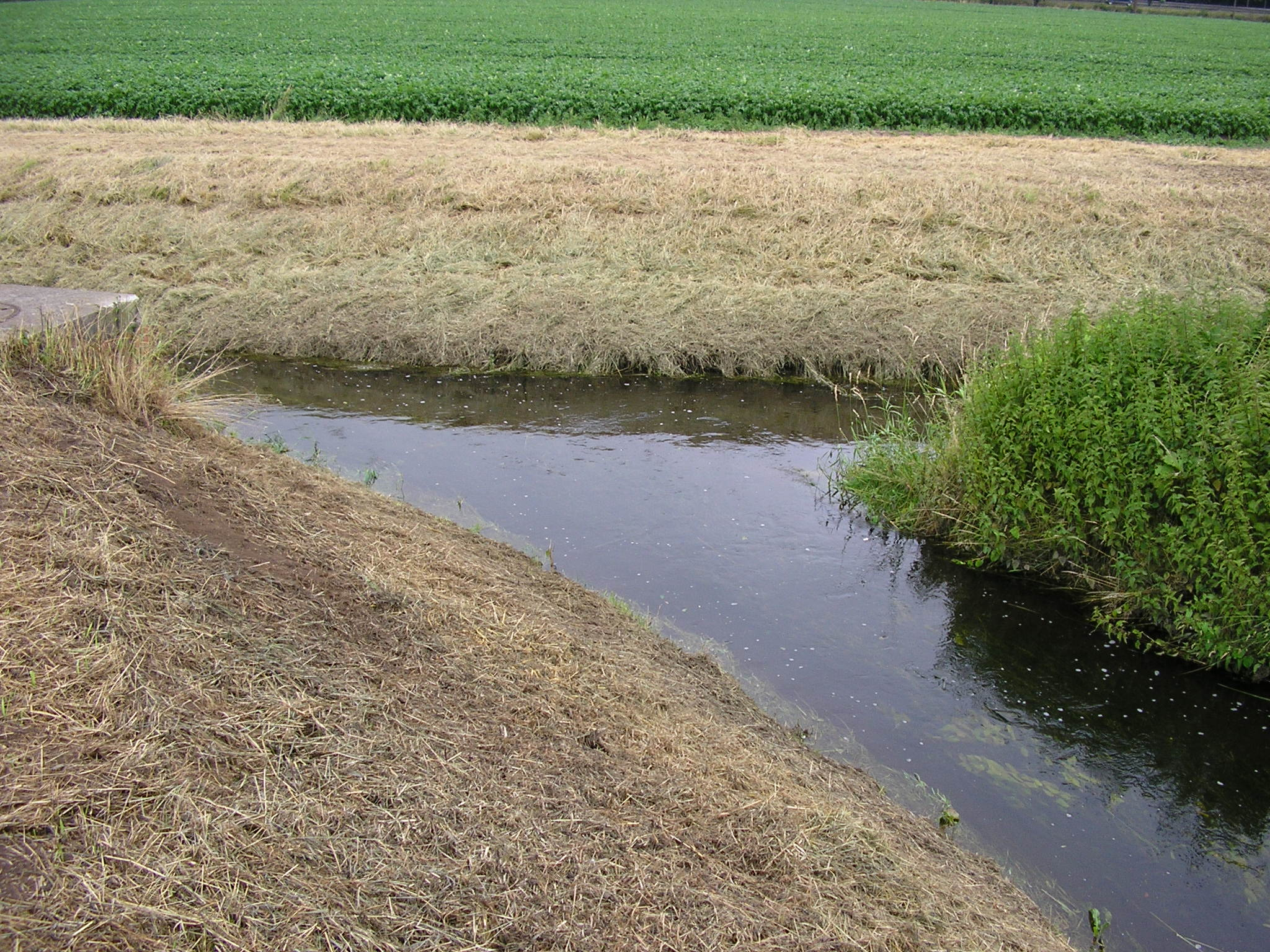
Die Mündung der Ronceva in die Flöthe
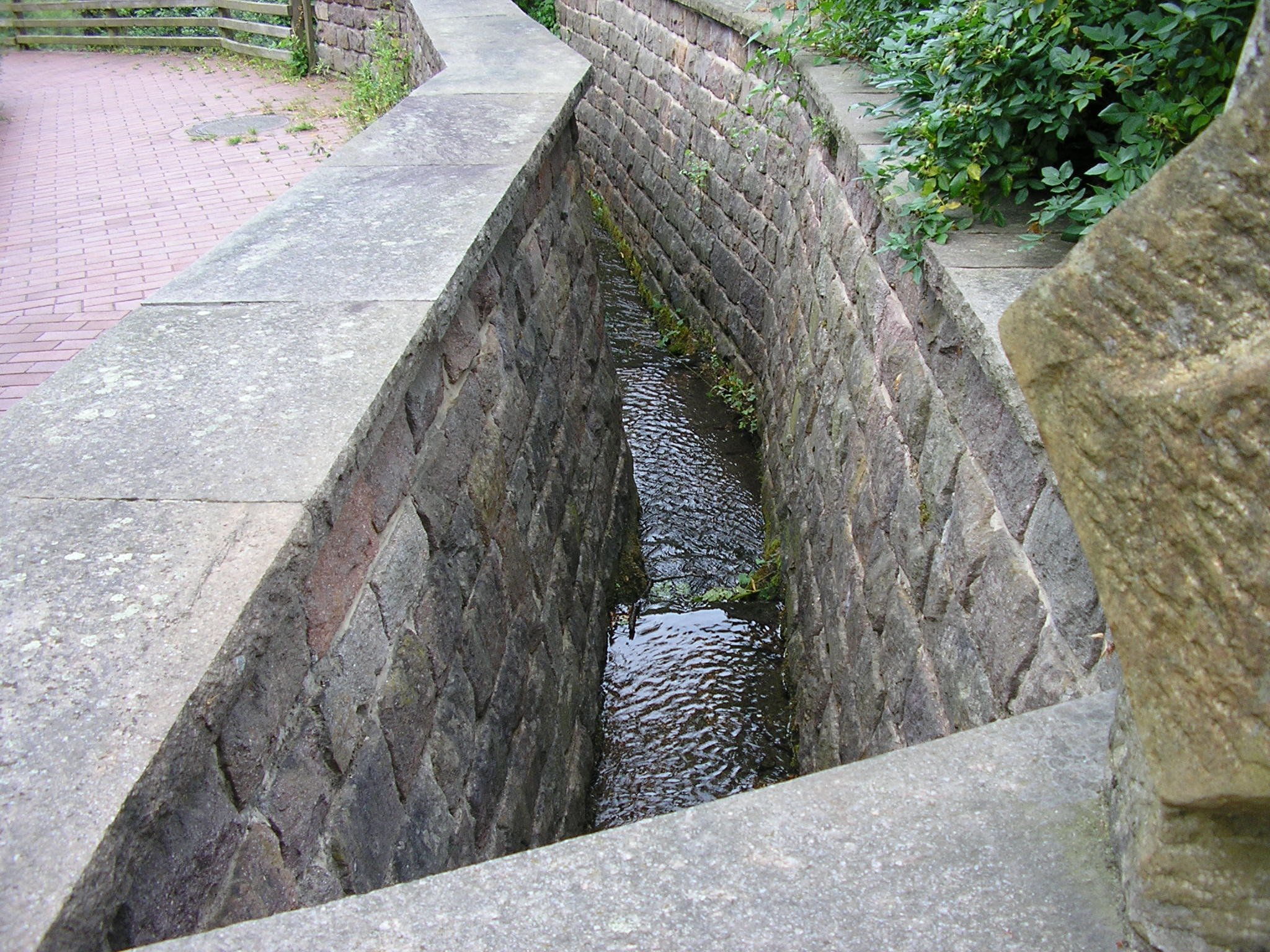
In der Nähe des Marktplatzes wurde die Ronceva auf wenige Meter wieder freigelegt…
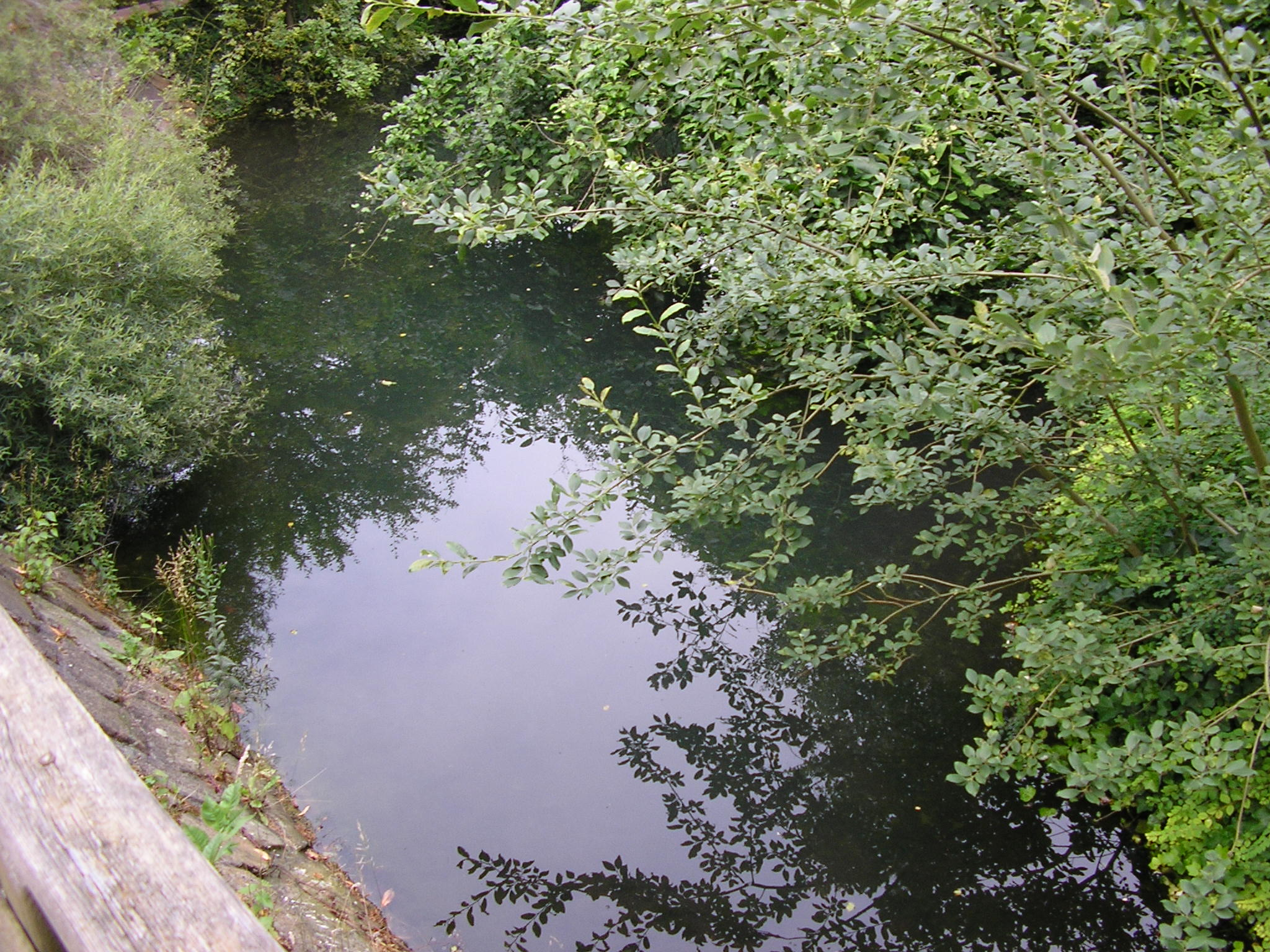
…und dann zu einem kleinen Teich aufgestaut, bevor sie wieder „Unter Tage“ verschwindet.
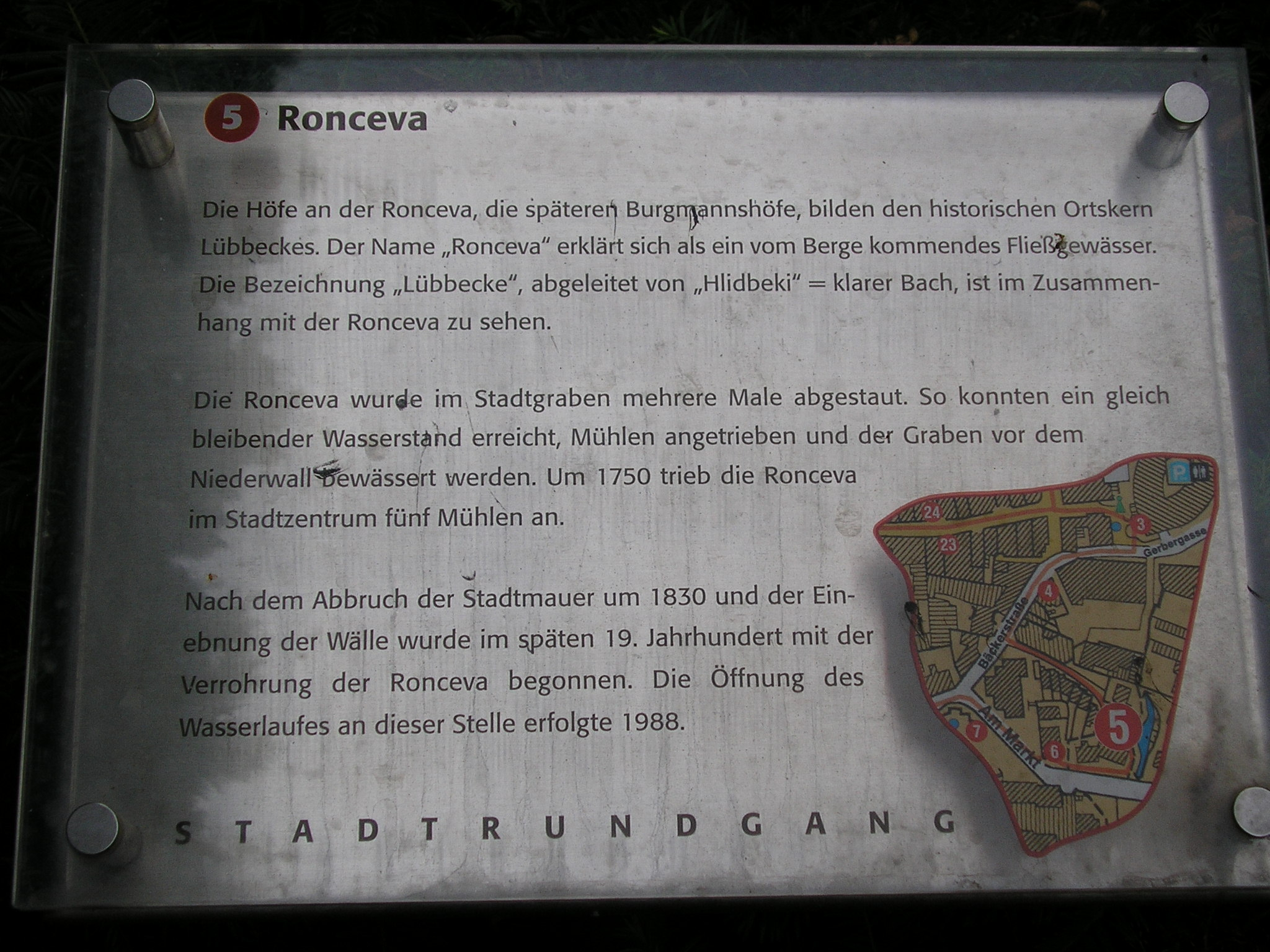
Die Ronceva ist an dieser Stelle auch Thema des Stadtrundgangs.